# Магазія (Бакеу)
Магазія (рум. Magazia) — село у повіті Бакеу в Румунії. Входить до складу комуни Рекітоаса.
Село розташоване на відстані 251 км на північ від Бухареста, 32 км на схід від Бакеу, 72 км на південь від Ясс, 133 км на північний захід від Галаца.

## Населення
За даними перепису населення 2002 року у селі проживали 154 особи, усі — румуни. Усі жителі села рідною мовою назвали румунську.